# Nils Johan Thunblad
Nils Johan Thunblad, född den 4 april 1841 i Blädinge socken, Kronobergs län, död den 29 oktober 1922, var en svensk präst.
Thunblad blev student vid Lunds universitet 1863 och i Uppsala 1867. Han erhöll infödingsrätt i Uppsala ärkestift 1871 och prästvigdes samma år. Thunblad blev kapellpredikant i Åmot 1871, komminister i Delsbo 1876 och kyrkoherde i Munsö 1883. Han kallades 1881 till en lärarbefattning vid Augustanakollegiet i Rock Island i Nordamerika. Thunblad blev ledamot av Vasaorden 1919. Han utgav ett flertal teologiska och juridiska arbeten samt uppbyggelseskrifter.